# Omphra
Omphra is een geslacht van kevers uit de familie van de loopkevers (Carabidae). De wetenschappelijke naam van het geslacht is voor het eerst geldig gepubliceerd in 1825 door Dejean.

## Soorten
Het geslacht Omphra omvat de volgende soorten:
- Omphra atrata (Klug, 1834)
- Omphra complanata Reiche, 1843
- Omphra drumonti Raj, Sabu & Danyang, 2012
- Omphra hirta (Fabricius, 1801)
- Omphra pilosa (Klug, 1834)
- Omphra rotundicollis Chaudoir, 1872
- Omphra rufipes (Klug, 1834)